# Келе, Люсьен
Люсье́н Келе́ (фр. Lucien Quélet; 14 июля 1832, Монтешеру — 25 августа 1899, Эримонкур) — французский миколог и натуралист, первооткрыватель некоторых видов грибов, основатель Французского микологического общества.
На начальном этапе основы микологии как науки были заложены такими учёными как Персон, Бюльяр, Шеффер, Фрис. Однако упорная работа Люсьена Келе сделала его доминирующей фигурой во французской школе микологии.
Его работа «Микологическая флора Франции и соседних стран» стала классической литературой о высших грибах. Эта работа являлась основной для Люсьена Келе и была завершена его последователями Frédéric Bataille (1850—1946) и François Margaine (1900—1970). В книге было представлено почти 400 новых видов грибов, а также создана новая классификация, которая противоречила классификации Фриса, но тем не менее именно она легла в основу систематики микологии XIX века.
Люсьен Келе также был талантливым художником, его многочисленные акварели были отданы в Национальный музей естественной истории в Париже.
Он также был одним из основателей Микологического общества Франции. В 1884 году он стал первым и почётным президентом.

## Биография
Люсьен Келе родился в крестьянской семье в Монтешеру 14 июля 1832 года. Сирота с юности, вырос у своей тётки. Ещё в детстве он начал показывать свою предрасположенность к живописи, латыни и особенно к естественным наукам. Особенно ему нравились геология и археология, также он очень любил собирать бабочек и растения. Под влиянием его дяди и протестантских пасторов он рано начал изучать ботанику, особую страсть вызывали у него грибы.
После обучения в Колледже Монбельяр (бакалавр письма), он отказался от протестантской семинарии и начал изучать медицину в Страсбурге, где защитил кандидатскую диссертацию. Темой его эссе был сифилис печени.
В 24 года получил статус доктора медицинских наук, создал собственный дом Hérimoncourt (около Монбельяр), где он женился и проживал до своей смерти в возрасте 67 лет, 25 августа 1899 года.
В течение двадцати лет разрывался между медициной и естественными науками. Изучал покрытосеменные растения, затем грибы-криптогамы. После публикации труда «Каталог мхов, сфагнума и печеночников в Монбельяре», опубликованного в 1869 году, он полностью отказался от медицины и посвятил свою жизнь изучению грибов.
Внимательное наблюдение и удивительная память, в сочетании с методическим и критическим мышлением позволяло ему не только описывать новые виды грибов, но и способствовало созданию новой систематики. Он общался с известными микологами того времени: Будье, Бресадолой, Куком, Патулье, Фрисом.
Уже в зрелом возрасте он отказался от классификации Фриса и создал свою собственную, которую он опубликовал в 1885 году.
В 1888 году он издал новый труд «Микологическая флора Франции и соседних стран», который был назван  микологами шедевром. Эта работа изменила представление о высших грибах и стала мировым ориентиром для микологии.
Под конец своей жизни Люсьен Келе стал более эклектичным. К нему вернулся интерес к орнитологии, малакологии и особенно к изучению жуков.

## Публикации
- 1869 : «Catalogue des mousses, sphaignes et hépatiques du pays de Montbéliard», Mémoires de la Société d'émulation de Montbéliard, V(2e Série):43-332 (1er Supplément:317-321), pl. I—XXIII + Ipl. double, col..
- 1873 : — Les Champignons du Jura et des Vosges (2e Partie). Mém. de la Soc. d’Emul. de Montbéliard V(2e Série):333-427 (2e Supplément: 338—360), pl. I—V, col..
- 1873 : — Les Champignons du Jura et des Vosges ( et 2e Parties + 1er et 2e Suppléments). 424p., 24+5pl.col.. (Paris et Montbéliard).
- 1870—1875 : «Les Champignons de Jura et des Vosges». Ouvrage dédié à Elias Fries, illustré de belles planches en couleurs de l’auteur. Il fut publié en trois tomes dans les Mémoires de la Société d'émulation de Montbéliard. Il sera complété par vingt deux suppléments, parus de 1875 à 1902 avec la collaboration de Frédéric Bataille (1850—1946) pour les monographies des principaux genres. Total 438 p. et 37 pl. coul.
- 1878 : L. Quélet et M.C. Cooke] — «Clavis Synoptica Hymenomycetum europaearum». 240p.. (London). [R.M. I :139 (1879)]
- 1879 : — «Champignons récemment observés en Normandie, aux environs de Paris et de La Rochelle, en Alsace, en Suisse et dans les montagnes du Jura et des Vosges». suppl. 9., Bull. Soc. Amis Sc. Nat. Rouen, sér. II, 15 p. 151—184, 195 + pl. i-iii. [reprint 1880, 1-35].
- 1884 : — «Aperçu des qualités utiles ou nuisibles des champignons». 22p.. (Bordeaux). [extr. des Mém. de la Soc. des Sc. phys. et nat. de Bordeaux]
- 1886 : — «Enchiridion fungorum in Europa Media et præsertim in Gallia vigentium» (Manuel des Champignons trouvés en Europe Centrale, et particulièment en France), 352 p.

Un des deux ouvrages fondamentaux dans lesquels il expose son système de classification.
- 1888 : — «Flore mycologique de la France et des pays limitrophes», 492 pp., Paris, Octave Doin éd.. Ce second ouvrage exposant sa classification est la source de la plupart des noms de genres, notamment de Polyporaceae.
- 1891 : Quélet, L. & Contejean, Charles — " Enumération des plantes phanérogames de Montbéliard "
- 1902 : Quélet, L. & Bataille, F. — «Flore monographique des Amanites et des Lépiotes», 88 p.

## Основные таксоны, описанные Келе
- Виды по Келе включают в себя:

Calyptella, Gyroporus, Leptoporus, Omphalina, Phellinus, Rhodophyllus, Sarcodon, Stropharia, Phylloporus, Xerocomus.
- И около двухсот подвидов:

Agaricus bitorquis (Quélet) Saccardo; Amanita coccola var. barlae, A. eliae, Auricularia auricula var. lactea, Bondarzewia montana (Quélet) Singer, Calocera expallens, Cantharellus friesii,Clavariadelphus truncatus (Quélet) Donk, Collybia dryophila var. aurata, Coprinus friesii, C. gonophyllus, C. tuberosus, C. velatus, Cordyceps larvicola, C. odyneri, Cortinarius bibulus, C. crocolitus, C. lebretonii, C. sulfurinus, Cyphella albocarnea, Entoloma nitidum, Hebeloma sachariolens, Helvella albella, Hydnotria jurana, Hydnum repandum var. album, Hygrocybe nigrescens,Hygrophorus bresadolae, H. hyacinthinus, Inocybe asterospora, I. calospora, I. corydalina, I. grammata, I. praetervisa, I. tenebrosa, I. umbratica, Lactarius decipiens, L. spinulosus, L. vinosus,Lentinus gallicus, Lepiota castanea, L. forquignoni, Marasmius bulliardii, M. oreades var. longipes, M. torquescens, Mycena crocata var. vogesiana, M. cyanorrhiza, M. renatii, M. seynesii, Paxillus panuoides var. ionipus, Peziza ampelina, P. boltoni, P. buxea, P. crassipes, P. infuscata, P. irina, P. palustris, P. uxea, Pseudobaeospora pillodii, Ramaria versatilis, Russula amethystina, R. amoena, R. atrorubens, R. badia, R. barlae, R. fusca, R. incarnata, R. insignis, R. lateritia, R. lilacea, R. melliolens, R. mollis, R. raoultii, R. serotina, R. smaragdina, R. violacea, R. violeipes, R. violeipes fo. citrina, Stephensia bombycina var. crocea, Stereum insignitum, Terfezia castanea, Tricholoma orirubens, Tuber bellonae, T. fulgens, T. mougeotii, T. mutabile, Xerocomus rubellus.